# Черчленд, Патриция Смит
Патри́ция Сми́т Че́рчленд (англ. Patricia Smith Churchland; 16 июля 1943, Оливер) — канадско-американский философ, работающий в области философии сознания и этики. Работы Черчленд находятся на грани философии и нейронауки. Является женой философа Пола Черчленда, совместно с которым они отстаивают позицию элиминативного материализма. Член попечительского Совета Московского Центра Исследования Сознания.
Патриция — лауреат стипендии Мак-Артура.

## Философия
В своих работах Черчленд исследует нейробиологические основы сознания, Я, свободы воли, принятия решений, этики, обучения и религии.

### Нейрофилософия
Свои основные идеи Черчленд изложила в своей первой книге, Neurophilosophy, где она отстаивала значимость нейробиологии при решении проблемы сознание-тело, приводя доводы в пользу ко-эволюции психологии, нейробиологии и философии сознания. На момент публикации книги (1986 год) таких взглядов придерживалось очень мало философов.
В книге преобладали три темы: разработка концепции межтеоретической редукции, отличной от предложенной логическими эмпиристами; ответ на дуалистические аргументы о субъективности и квалиа; и ответ на антиредукционистские аргументы о множественной реализации.
Ответ на вопрос о том, как возникает сознание и высшие нервные функции из сложного взаимодействия различных уровней организации мозга, Черчленд попыталась дать в своей совместной работе с прикладным нейробиологом Терренсом Сейновски. Эта работа получила название The Computational Brain и стала одной из первых книг по вычислительной нейробиологии.
Спустя два десятка лет после публикации своей первой книги Патриция Черчленд отметила, что курсы по нейрофилософии начинают читаться даже на факультетах, которые были откровенно настроены против смешивания нейробиологии и философии.

### Элиминативный материализм
Черчленды являются одними из основных пропонентов элиминативного материализма: позиции, согласно которой наше обыденное понимание сознания является неверным и некоторые классы ментальных состояний, определяемые в т. н. психологии здравого смысла, попросту не существуют. Они сомневаются, что для таких понятий, как «желания» и «убеждения», будет найден нейробиологический базис. Они утверждают, что о психологических понятиях поведения и переживания необходимо судить по тому, насколько хорошо они редуцируются к биологическому уровню.
Патриция Черчленд признается, что элиминативизм часто перекручивают:

Брайан Маклахлин написал статью о сознании для Cambridge Encyclopedia of Consciousness. Он написал, что Черчленды не верят в существование сознания. И это было довольно интересно, так как мы старательно избегали говорить что-либо подобное о сознании. Так что я позвонила Брайану после того, как это прочла, и спросила: «Какого черта?».
Оригинальный текст (англ.)Brian McLaughlin wrote the entry on consciousness for the Cambridge Encyclopedia of Consciousness. He said the Churchlands don’t believe in consciousness. And it was so interesting because we had studiously avoided saying any such
thing about consciousness. So I phoned Brian after I read this and I said, ‘Well, what the fuck?’.

### Этика и мораль
Свою работу Braintrust Черчленд посвятила этике с точки зрения эволюционной биологии и нейронауки.
Черчленд утверждает, что наши моральные ценности имеют корни в поведении, общем для всех млекопитающих — в заботе о потомстве. Эволюционировавшая структура и нейрохимия мозга склоняет людей не только к самосохранению, но и к заботе о благосостоянии наших потомков, товарищей, родственников. Расставание и изоляция приносят нам боль, а в компании дорогих нам людей мы чувствуем удовольствие. Отвечая на чувства социальной боли и удовольствия, мозг настраивается на принципиальную схему локальных традиций. Таким образом, распределяется забота, моделируется совесть, прививаются моральные интуиции. Ключевую роль в этой истории играет нейрогормон окситоцин, позволяющий людям развивать доверие друг к другу, необходимое для развития сплоченных уз, социальных институтов и морали.

## Ключевые работы
- Neurophilosophy: Toward a Unified Science of the Mind-Brain. (1986) Cambridge, Massachusetts: The MIT Press.
- Brain-Wise: Studies in Neurophilosophy. (2002) Cambridge, Massachusetts: The MIT Press.
- Braintrust: What Neuroscience Tells Us about Morality. (2011) Princeton University Press.
- Touching A Nerve: The Self As Brain. (2013) W. W. Norton & Company. ISBN 978-0393058321

### В соавторстве
- The Computational Brain. (1992) Patricia S. Churchland and T. J. Sejnowski. Cambridge, Massachusetts: The MIT Press.
- On the Contrary: Critical Essays 1987—1997. (1998). Paul M. Churchland and Patricia S. Churchland. Cambridge, Massachusetts: The MIT Press.

### Переводы на русский язык
- Черчленд П. С., Черчленд П. М. Искусственный интеллект: Может ли машина мыслить? // В мире науки. (Scientific American. Издание на русском языке). 1990. № 3.
- Черчленд П. С. Совесть: Происхождение нравственной интуиции. М.: Альпина нон-фикшн, 2020. — 278 с. — ISBN 978-5-00139-122-7.